# Episodi di Ray Donovan (quinta stagione)
La quinta stagione della serie televisiva Ray Donovan è stata trasmessa in prima visione su Showtime dal 6 agosto 2017.
In Italia la stagione è disponibile su Netflix dal 9 agosto 2017 e in contemporanea USA per gli episodi successivi.
| nº | Titolo originale                     | Titolo italiano                   | Prima TV USA      | Pubblicazione Italia |
| -- | ------------------------------------ | --------------------------------- | ----------------- | -------------------- |
| 1  | Abby                                 | Abby                              | 6 agosto 2017     | 9 agosto 2017        |
| 2  | Las Vegas                            | Las Vegas                         | 13 agosto 2017    | 14 agosto 2017       |
| 3  | Dogwalker                            | Uomini e cani                     | 20 agosto 2017    | 21 agosto 2017       |
| 4  | Sold                                 | Vendite                           | 27 agosto 2017    | 28 agosto 2017       |
| 5  | Shabbos Goy                          | Mercenario                        | 10 settembre 2017 | 11 settembre 2017    |
| 6  | Shelley Duvall                       | Shelley Duvall                    | 17 settembre 2017 | 18 settembre 2017    |
| 7  | If I Should Fall from Grace with God | Se non fossi più in grazia di Dio | 24 settembre 2017 | 25 settembre 2017    |
| 8  | Horses                               | Cavalli                           | 1º ottobre 2017   | 6 ottobre 2017       |
| 9  | Mister Lucky                         | Signor Fortuna                    | 8 ottobre 2017    | 13 ottobre 2017      |
| 10 | Bob the Builder                      | Bob l'aggiustatutto               | 15 ottobre 2017   | 19 ottobre 2017      |
| 11 | Michael                              | Michael                           | 22 ottobre 2017   | 30 ottobre 2017      |
| 12 | Time Takes a Cigarette               | Il tempo prende una sigaretta     | 29 ottobre 2017   | 2 novembre 2017      |